# Vernaison
Vernaison is een gemeente in de Franse Métropole de Lyon (regio Auvergne-Rhône-Alpes). De plaats maakt deel uit van het arrondissement Lyon. Vernaison telde op 1 januari 2022 5.175 inwoners.

## Geografie
De oppervlakte van Vernaison bedroeg op 1 januari 2022 4,03 vierkante kilometer; de bevolkingsdichtheid was toen 1.284,1 inwoners per km². De plaats ligt op de rechteroever van de Rhône.

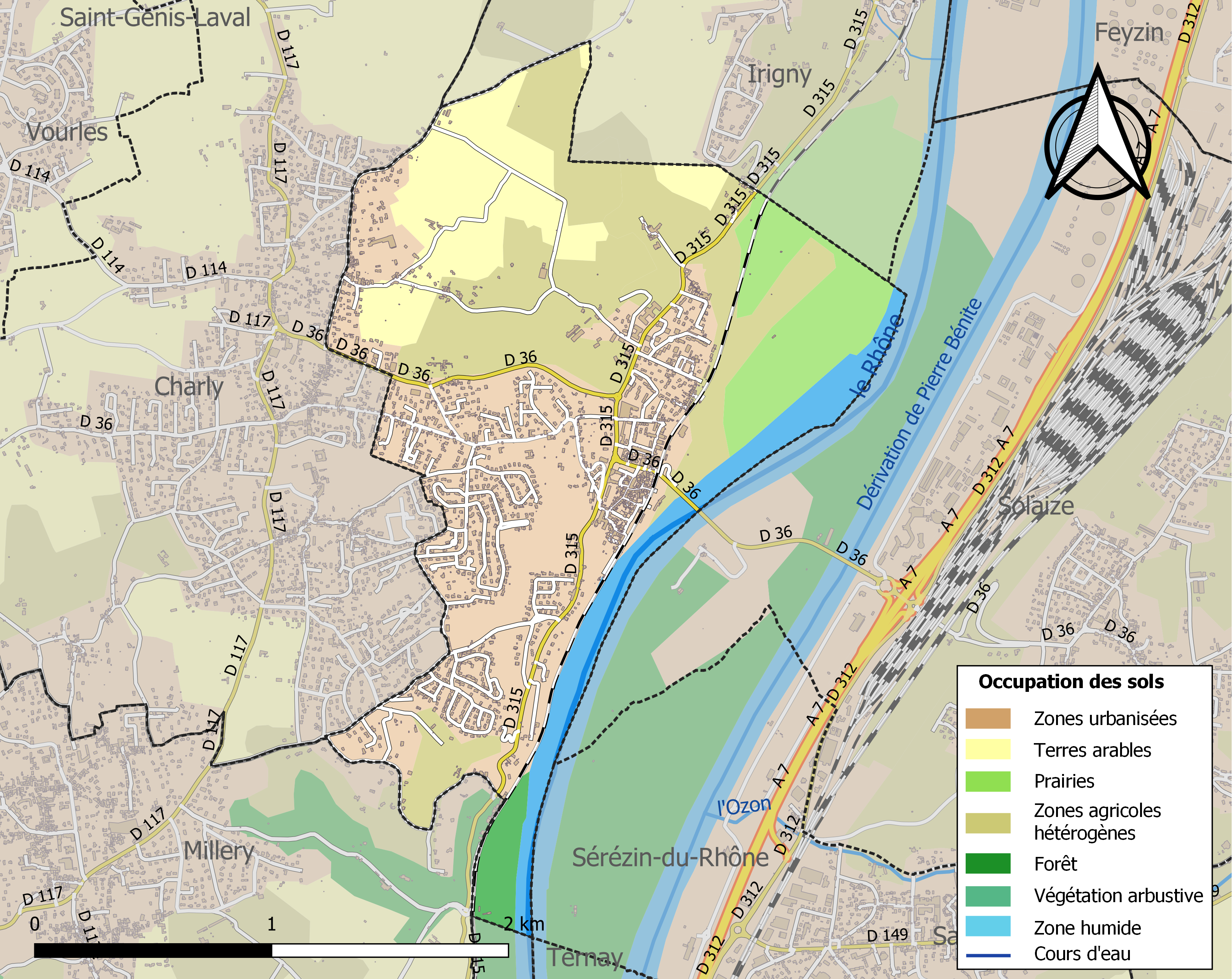
Kaart van de gemeente met de belangrijkste infrastructuur, bodemgebruik en omliggende gemeenten

## Verkeer en vervoer
In de gemeente ligt spoorwegstation Vernaison.

## Demografie
Onderstaande figuur toont het verloop van het inwonertal (bron: INSEE-tellingen).